# ウッド (小惑星)
ウッド(1660 Wood)は、小惑星帯の内側領域に存在する、岩石質のフォカエア族の小惑星である。直径は約12kmである。イギリス-南アフリカ共和国の天文学者ハリー・エドウィン・ウッドの名前に因んで命名された。

## 発見
1953年4月7日、南アフリカ共和国の天文学者ジェイコブス・ブルワーがヨハネスブルクのユニオン天文台で発見した。ブルワーにとって小惑星の発見は、イネスに次いで2つ目であった。彼はその後、フィンセンとニーバーも発見している。また小惑星ブルワーは、w:Palomar–Leiden surveyに参加するオランダの3人の天文学者により、彼の名前に因んで命名された。

## 軌道と分類
ウッドは、S型小惑星で、フォカエア族に属する。小惑星帯の内側、1.7-3.1天文単位の軌道を3年9か月（1,354日）かけて公転している。軌道離心率は0.30、黄道に対する軌道傾斜角は21°である。1931年にローウェル天文台で1931 KLとして初めて確認されており、観測弧は公式の発見から22年間延長された。

## 物理的性質

### 自転周期
2012年1月から3月までに、Julian Oey、Kevin Hills及びXianming Hanの測光観測により、4つの光学曲線が得られた。光学曲線の分析により、6.809時間の周期で光度が0.14から0.26等級変化することが示された(U=3/3/3/2+)。

### 直径とアルベド
アメリカ航空宇宙局の広視野赤外線探査機と後継のNEOWISEミッションにより、ウッドの直径は11.34km、表面アルベドは0.239と測定された。Collaborative Asteroid Lightcurve Link(CALL)では、アルベドを0.23と推定し、絶対等級11.7から直径を12.67kmと計算している。

## 名前
この小惑星は、発見場所となったユニオン天文台の副台長を務め、自身も1911年から1928年に12個の小惑星を発見したハリー・エドウィン・ウッド（1881年-1946年）の名前に因んで命名された。また彼は、1909年の取得時から有名なフランクリン・アダムズ・スターカメラの責任者を務めた（フランクリン・アダムズも参照）。公式な命名の引用は、小惑星センターの1972年7月1日の公表(M.P.C. 3297)による。